# Chironomus setonis
Chironomus setonis är en tvåvingeart som beskrevs av Tokunaga 1936. Chironomus setonis ingår i släktet Chironomus och familjen fjädermyggor. Inga underarter finns listade i Catalogue of Life.